# Hotonnes
Hotonnes est une ancienne commune française, intégrée avec Le Grand-Abergement, Le Petit-Abergement et Songieu au Haut-Valromey  situé dans le département de l'Ain en région Auvergne-Rhône-Alpes.
Le site est dans la région naturelle du Haut-Bugey, au sud du plateau de Retord et accueille une station de ski « Les Plans d'Hotonnes », particulièrement renommée pour son stade de biathlon.
Hotonnes n'a pas de gentilé officiel,.

## Géographie

### Localisation
Cette commune du Haut-Bugey se situe à la limite sud du plateau de Retord ; elle appartient à la région historique du Valromey qui participe à la transition géographique entre Bas-Bugey et Haut-Bugey.

#### Communes limitrophes
| Le Grand-Abergement (Haut-Valromey) | Villes                  | Billiat          |
|                                     | Hotonnes                | Injoux-Génissiat |
| Ruffieu                             | Songieu (Haut-Valromey) | Lhôpital         |

### Climat
Le Haut-Bugey  connait des étés chauds propres à un climat semi-continental, propices à la culture de certains cépages, mais avec des précipitations importantes. Les hivers sont marqués par l'influence montagnarde, un peu adoucis par les dernières influences océaniques venant buter sur les montagnes, apportant des précipitations importantes au pied des reliefs.
Le tableau suivant donne les moyennes mensuelles de température et de précipitations pour la station d'Oyonnax recueillies en 2007. Cette station météo est située à environ 30 km d'Hotonnes, à « vol d'oiseau » :
| Mois                                   | Jan. | Févr | Mars | Avr. | Mai | Juin | Jui. | Août | Sep. | Oct. | Nov. | Déc. |
| -------------------------------------- | ---- | ---- | ---- | ---- | --- | ---- | ---- | ---- | ---- | ---- | ---- | ---- |
| Températures maximales moyennes (°C)   | 3    | 6    | 9    | 13   | 18  | 22   | 24   | 24   | 21   | 14   | 8    | 4    |
| Températures minimales moyennes (°C)   | -2   | -1   | 1    | 3    | 7   | 11   | 12   | 11   | 9    | 6    | 2    | -1   |
| Températures moyennes (°C)             | 1    | 2    | 5    | 9    | 13  | 17   | 19   | 18   | 15   | 10   | 5    | 2    |
| Précipitations (hauteur moyenne en mm) | 74   | 74   | 74   | 61   | 71  | 84   | 66   | 79   | 79   | 74   | 89   | 81   |
| Source : Météo France et Météo123      |      |      |      |      |     |      |      |      |      |      |      |      |

### Relief et géologie
Le dénivelé de la commune est particulièrement important ; en effet, il varie entre 636 m et 1 338 m.

### Hydrographie
On dénombre plusieurs cours d'eau à Hotonnes ; le Séran et certains de ses affluents : le ruisseau Le Chevrier long de 4,8 km, le ruisseau de la Rivoire  long de 2,3 km, le ruisseau de la Berne long de 1,8 km et le ruisseau de Bernand  long de 1,2 km.

### Voies de communication et transports

#### Voies routières
La commune est desservie par plusieurs départementales : la route départementale D39 permet de rallier Le Grand-Abergement et la station de ski ; la D54 et la D9a desservent également le bourg d'Hotonnes.

## Urbanisme

### Logement
En 2007, le nombre total de logements dans la commune était de 303 (contre 150 en 1968, soit un doublement du nombre de logements en 40 ans). Parmi ces logements, 45,3 % étaient des résidences principales, 44,9 % des résidences secondaires et 9,8 % des logements vacants.
Ces logements étaient pour une part de 66,4 % de maisons individuelles et 32,9 % d'appartements. La proportion d'habitants propriétaires de leur logement était de 66,0 %.

## Toponymie
L'origine du toponyme est incertaine. Une hypothèse la présente comme issue d´un nom de domaine gallo-romain villa Othona ou villa Ottona, par féminisation d´un anthroponyme Othonus ou Ottonus.
Une autre hypothèse présente le toponyme comme issu d'un hydronyme, à l'instar de nombreux toponymes dans les alpages du Valais : la construction du mot proviendrait de hod (signifiant rive) et de onnes (valant on) signifiant eau.
Enfin, une troisième hypothèse suggère l'origine augustana (« montagne du mois d’août ») c'est-à-dire le « lieu où l'on mène paître les bêtes l'été ».

## Histoire

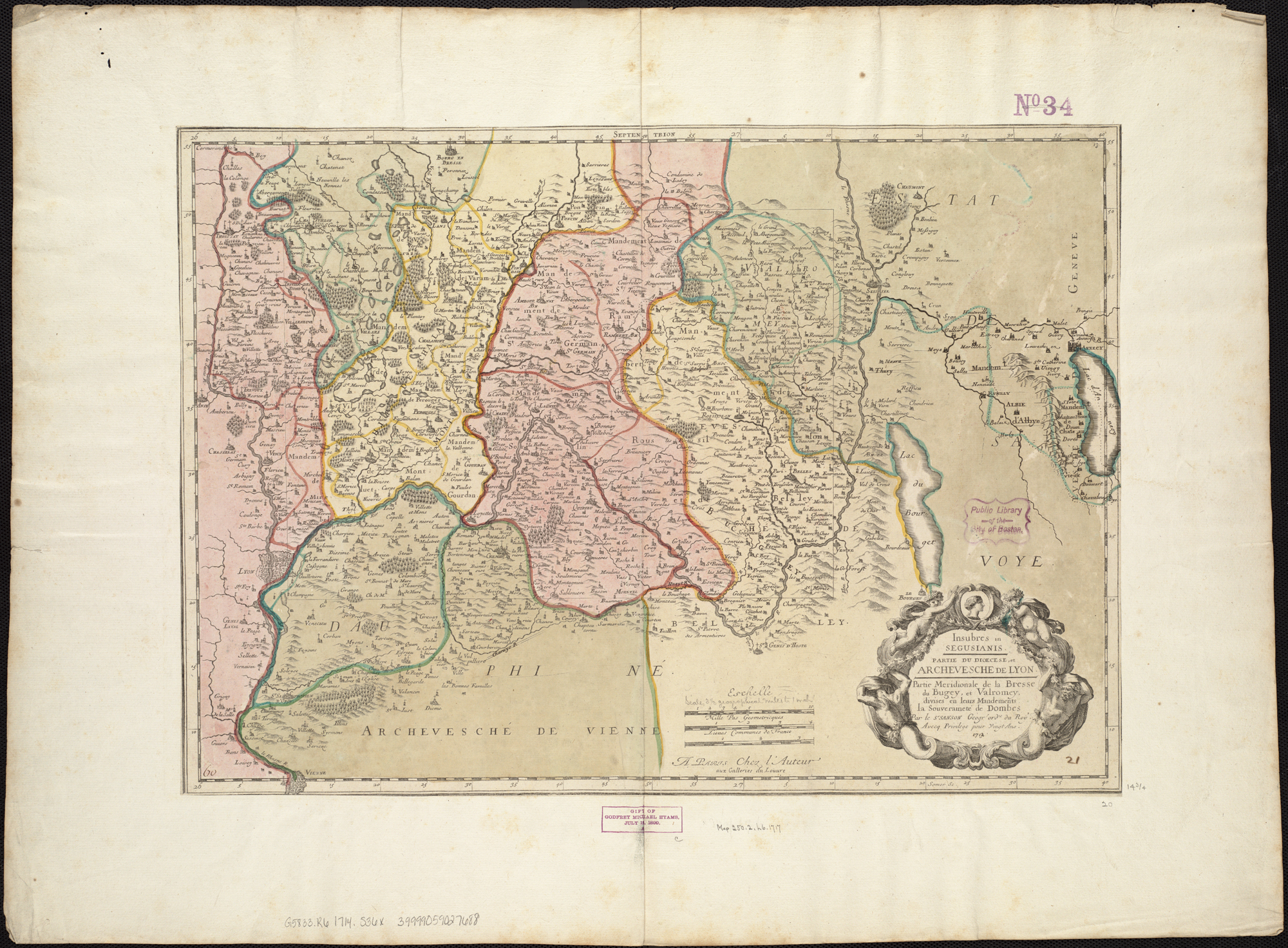
Gravure du XVIII de Nicolas Sanson où apparaît le mandement du Valromey (à droite, surligné en bleu)

### Antiquité
Peu de sources attestent d'une présence gallo-romaine sur le territoire même d'Hotonnes, néanmoins de nombreux édifices gallo-romains ont été découverts dans la proche région d'Hotonnes ; à titre d'exemple
l'aqueduc romain de Vieu datant probablement de la seconde moitié du IIe siècle est situé à environ 10 km d'Hotonnes, à « vol d'oiseau ». À proximité de Vieu toujours, des photos aériennes ont permis de déceler qu'un théâtre gallo-romain se trouvait le long de la voie romaine.

### Moyen Âge
Au Moyen Âge, Hotonnes appartient au Valromey qui, comme le pays de Vaud, sera acquis par Amédée VI de Savoie, après la signature avec la France, du traité de Paris en 1355, fixant les limites du duché de Savoie et du Dauphiné.

### Renaissance
Le 17 janvier 1601, le traité de Lyon rattache le Valromey, et donc le village d'Hotonnes, à la France. Ce traité entre le duc Charles-Emmanuel Ier de Savoie et le roi Henri IV de France intègre également à la France, la Bresse, le Bugey (à l'époque, explicitement distingué du Valromey) et le pays de Gex. Seigneur de Châteauneuf et de Virieu, Honoré d'Urfé doit prêter allégeance à son nouveau suzerain, le roi de France. Devant le représentant du roi, le  18 avril 1602, Honoré d'Urfé donne l'aveu et le dénombrement de ses seigneuries de Châteauneuf, de Virieu-le-Grand et de Senoy. Par la suite, ces trois seigneuries sont regroupées dans le comté de Valromey.

### XIXeetXXesiècles

#### Seconde Guerre mondiale

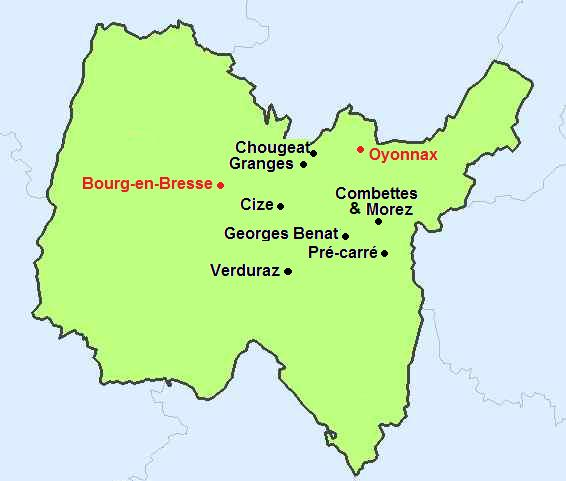
Localisation des principaux maquis de l'Ain dont celui du « Pré-Carré » à Hotonnes

L'un des camps des maquis de l'Ain et du Haut-Jura, le « camp du Pré-Carré » était situé à Hotonnes (au nord du bourg). Ce camp créé par Jean-Pierre De Lassus a compté jusqu'à cinquante hommes.
Jean-Pierre de Lassus (dit Legrand) témoigne ainsi de l'activité du Pré-Carré :
« Au printemps de 1943, le maquis bien armé que j'avais constitué dépendait des forces de l'armée secrète, dont, dans ce département, le colonel Romans était le chef et mon camarade de promotion de Saint-Cyr; Girousse, l'adjoint. Le 11 novembre 1943 je participais, à la tête de mes maquisards, au défilé militaire d'Oyonnax. La ville avait été isolée téléphoniquement du reste du département. Le colonel Romans et les autorités régionales déposaient une gerbe au monument aux morts : « Les vainqueurs de demain à ceux de 14-18 », pendant que 120 maquisards, en tenue impeccable, rendaient les honneurs. »

### Époque contemporaine
Le 1er janvier 2016, Hotonnes fusionne avec Le Grand-Abergement, Le Petit-Abergement et Songieu pour former la commune nouvelle de Haut Valromey dont la création est actée par un arrêté préfectoral du 29 septembre 2015.

## Politique et administration

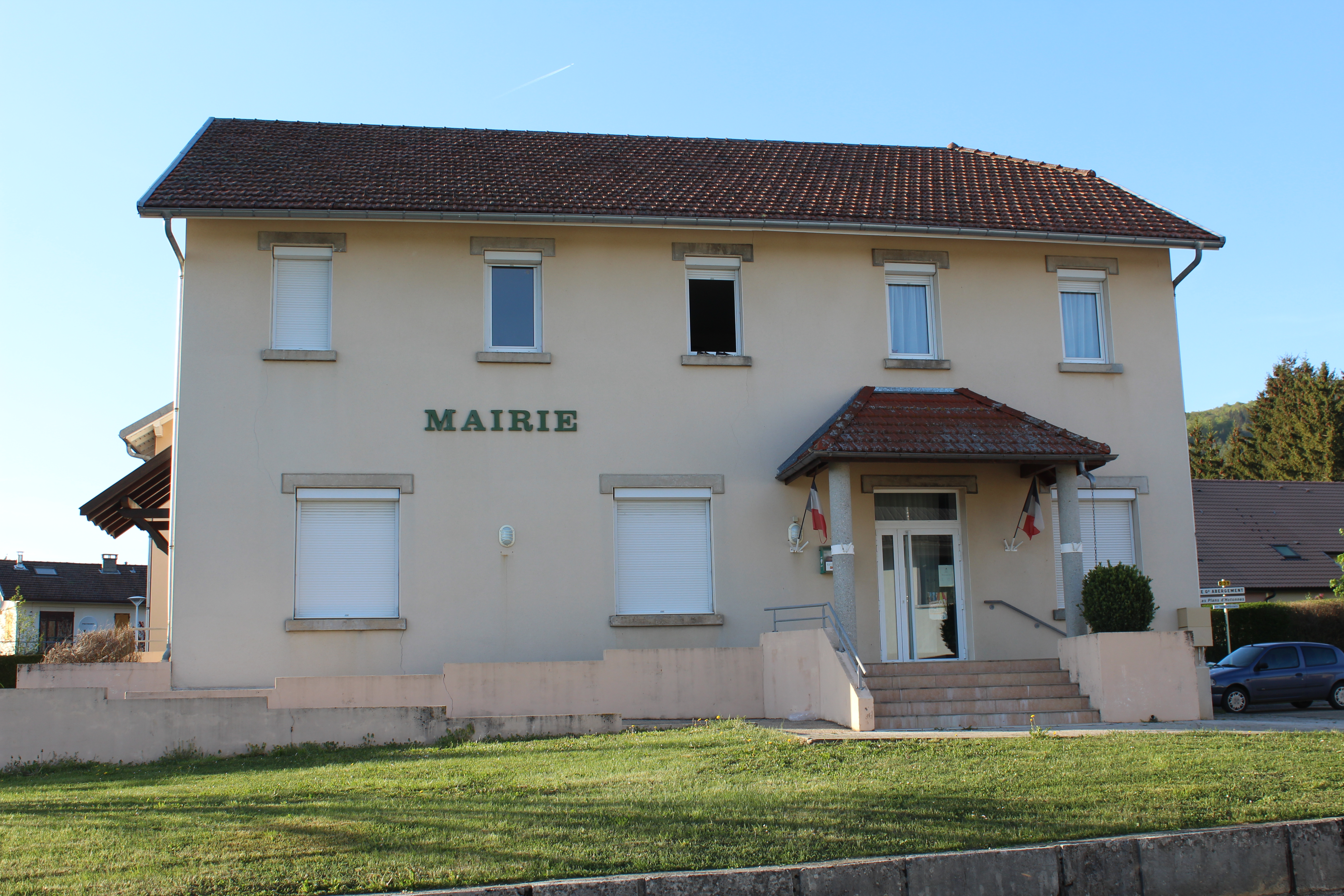
Mairie.

### Élections nationales
Élections présidentielles, résultats des deuxièmes tours :
- Élection présidentielle de 2002[18]: 87,11 % pour Jacques Chirac (RPR), 12,89 % pour Jean-Marie Le Pen (FN), 74,80 % de participation.
- Élection présidentielle de 2007[19]: 49,77 % pour Nicolas Sarkozy (UMP), 50,23 % pour Ségolène Royal (PS), 85,71 % de participation.
- Élection présidentielle de 2012: 46,89 % pour François Hollande (PS), 53,11 % pour Nicolas Sarkozy (UMP), 79,42 % de participation.

### Élections municipales
La commune ayant moins de 3 500 habitants l'élection des conseillers municipaux est au scrutin majoritaire plurinominal à deux tours, avec panachage : 
- au premier tour, des candidats sont élus s'ils ont obtenu la majorité absolue et le vote d'au moins le quart des électeurs inscrits[21] ;
- au second tour, la majorité relative suffit. Les listes ne sont pas obligatoires. Les suffrages sont comptabilisés individuellement, et le panachage est autorisé.

De par sa taille, la commune dispose d'un conseil municipal de 11 membres.
Lors du scrutin de 2008 il y a eu un seul tour (onze élus au premier tour), Jacques Vincent-Falquet a été élu conseiller municipal au premier tour avec le cinquième total de 161 voix (83,4 % des exprimés), il a ensuite été élu maire par le conseil municipal. Le taux de participation a été de 71,75 %.
Lors du scrutin de 2014, il y a eu un seul tour (onze élus au premier tour). Jean-Louis Genessay a été élu conseiller municipal au premier tour avec le septième total de 107 voix (59,11 % des exprimés), il a ensuite été élu maire par le conseil municipal. Le taux de participation a été de 68,91 %

### Administration municipale
Le conseil municipal était composé de onze conseillers, dont le maire et ses trois adjoints.

#### Liste des maires
| Période                                  | Période   | Identité                | Étiquette | Qualité |
| ---------------------------------------- | --------- | ----------------------- | --------- | ------- |
| 1998                                     | mars 2008 | Jean-Claude Minet       |           |         |
| 2008                                     | 2011      | Jacques Vincent-Falquet |           |         |
| 2011                                     | 2014      | Jacques Pichard         |           |         |
| 2014                                     | 2016      | Jean-Louis Genessay     |           |         |
| Les données manquantes sont à compléter. |           |                         |           |         |

| Période | Période  | Identité            | Étiquette | Qualité |
| ------- | -------- | ------------------- | --------- | ------- |
| 2016    | 2020     | Jean-Louis Genessay |           |         |
| 2020    | En cours | Daniel Bailly       |           |         |

### Politique environnementale
La commune d'Hotonnes est partie prenante de la politique de développement durable menée par la communauté de communes du Valromey à laquelle elle appartient. Cette politique implique les deux actions suivantes relative à l'aménagement du territoire :
- « Mise en œuvre et suivi d'une charte de développement du Pays du Bugey »[24];
- « Conduite d'études portant sur l'aménagement rural »[24].

Une partie de la commune d'Hotonnes se trouve dans la zone « Plateau de Retord et chaîne du Grand Colombier » appartenant au réseau de sites naturels ou semi-naturels Natura 2000, cela au titre de zone spéciale de conservation,.
En 2009, la commune d'Hotonnes a accédé à la première fleur dans le cadre du Concours des villes et villages fleuris.
La commune fait partie du syndicat mixte du bassin versant du Séran.

### Jumelages
Au 20 juin 2011, Hotonnes n'est jumelée avec aucune autre commune.

## Population et société

### Démographie

#### Évolution démographique
L'évolution du nombre d'habitants est connue à travers les recensements de la population effectués dans la commune depuis 1793. Pour les communes de moins de 10 000 habitants, une enquête de recensement portant sur toute la population est réalisée tous les cinq ans, les populations de référence des années intermédiaires étant quant à elles estimées par interpolation ou extrapolation. Pour la commune, le premier recensement exhaustif entrant dans le cadre du nouveau dispositif a été réalisé en 2004.
En 2018, la commune comptait 272 habitants, en évolution de −9,33 % par rapport à 2012 (Ain : +5,15 %, France hors Mayotte : +2,11 %).
| 1793 | 1800 | 1806 | 1821  | 1831 | 1836 | 1841  | 1846  | 1851 |
| ---- | ---- | ---- | ----- | ---- | ---- | ----- | ----- | ---- |
| 836  | 973  | 982  | 1 071 | 958  | 998  | 1 005 | 1 029 | 987  |

| 1856  | 1861  | 1866  | 1872  | 1876 | 1881 | 1886 | 1891 | 1896 |
| ----- | ----- | ----- | ----- | ---- | ---- | ---- | ---- | ---- |
| 1 030 | 1 044 | 1 053 | 1 043 | 989  | 931  | 901  | 852  | 904  |

| 1901 | 1906 | 1911 | 1921 | 1926 | 1931 | 1936 | 1946 | 1954 |
| ---- | ---- | ---- | ---- | ---- | ---- | ---- | ---- | ---- |
| 879  | 807  | 747  | 547  | 492  | 477  | 444  | 424  | 376  |

| 1962 | 1968 | 1975 | 1982 | 1990 | 1999 | 2004 | 2006 | 2009 |
| ---- | ---- | ---- | ---- | ---- | ---- | ---- | ---- | ---- |
| 322  | 266  | 233  | 231  | 268  | 295  | 306  | 299  | 301  |

| 2014 | 2018 | - | - | - | - | - | - | - |
| ---- | ---- | - | - | - | - | - | - | - |
| 302  | 272  | - | - | - | - | - | - | - |

#### Pyramide des âges
La population de la commune est relativement âgée. Le taux de personnes d'un âge supérieur à 60 ans (24,3 %) est en effet légèrement supérieur au taux national (21,6 %) et au taux départemental (19,4 %).
À l'opposé des répartitions nationale et départementale, la population féminine de la commune est inférieure à la population masculine. Le taux (49,0 %) est inférieur au taux national (51,6 %).
La répartition de la population de la commune par tranches d'âge est, en 2007, la suivante :
| Hommes | Classe d’âge | Femmes |
| ------ | ------------ | ------ |
| 0,0    | 90 ans ou +  | 0,7    |
| 6,5    | 75 à 89 ans  | 12,2   |
| 16,2   | 60 à 74 ans  | 12,9   |
| 28,6   | 45 à 59 ans  | 25,9   |
| 16,9   | 30 à 44 ans  | 17,7   |
| 16,2   | 15 à 29 ans  | 12,9   |
| 15,6   | 0 à 14 ans   | 17,7   |

| Hommes | Classe d’âge | Femmes |
| ------ | ------------ | ------ |
| 0,3    | 90 ans ou +  | 1,0    |
| 5,2    | 75 à 89 ans  | 7,9    |
| 12,0   | 60 à 74 ans  | 12,3   |
| 20,8   | 45 à 59 ans  | 20,2   |
| 22,5   | 30 à 44 ans  | 22,0   |
| 18,1   | 15 à 29 ans  | 16,7   |
| 21,2   | 0 à 14 ans   | 19,8   |

### Enseignement
La commune est dotée d'une école primaire, située au 10, rue Croix.

### Manifestations culturelles et festivités
Début janvier, a lieu aux « Plans d'Hotonnes », la fête de la raquette à neige. En mai, chaque année, est organisé à Hotonnes, un vide-grenier. Enfin, Le deuxième dimanche d'octobre, a lieu la vogue.

### Santé
Au 28 juin 2011, aucun praticien en médecine générale n'est installé dans la commune. Des médecins sont installés dans les communes voisines d'Hauteville-Lompnes, de Champagne-en-Valromey et d'Artemare. La pharmacie la plus proche est située à Champagne-en-Valromey.

### Sports

#### Sports d'hiver

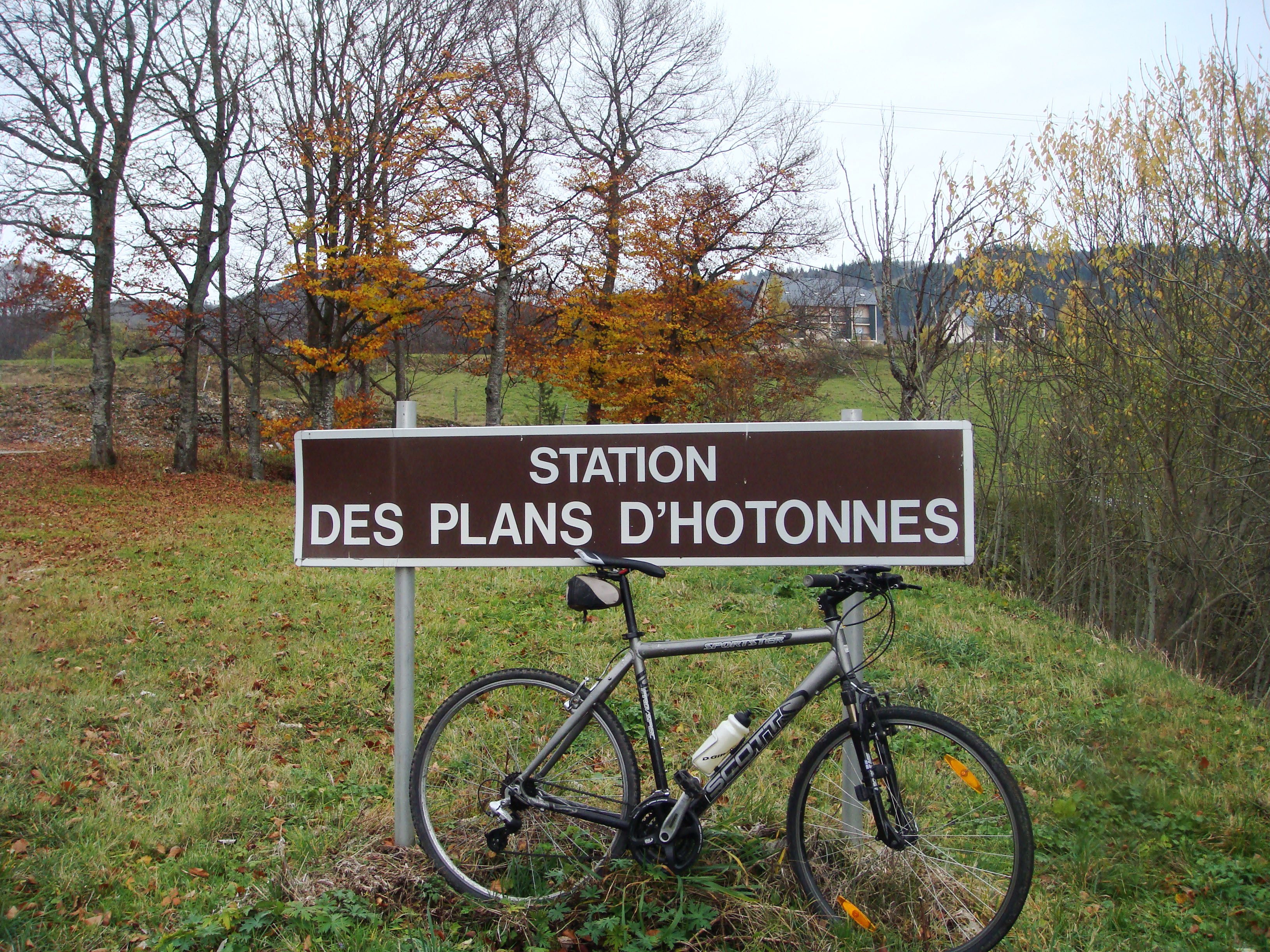
Panneau indicateur « Les Plans d'Hotonnes » sur le plateau de Retord

Le relief particulier du territoire de la commune lui permet d'accueillir, une station de ski, « Les Plans d'Hotonnes ». Le lieu est notamment utilisé pour le ski alpin et surtout pour le ski de fond et le biathlon ; en effet, la station est dotée d'un stade de biathlon. Les championnes Corinne Niogret et Sandrine Bailly, toutes deux nées dans le Bugey, s'entraînaient régulièrement à Hotonnes. De plus, Delphyne Burlet, elle aussi biathlète de haut-niveau a grandi et habite à Hotonnes.

#### Cyclisme
En 2002, la 18e étape du Tour de France, entre Cluses et Bourg-en-Bresse, passe à Hotonnes, entre le kilomètre 102 et le kilomètre 119 de l'étape.

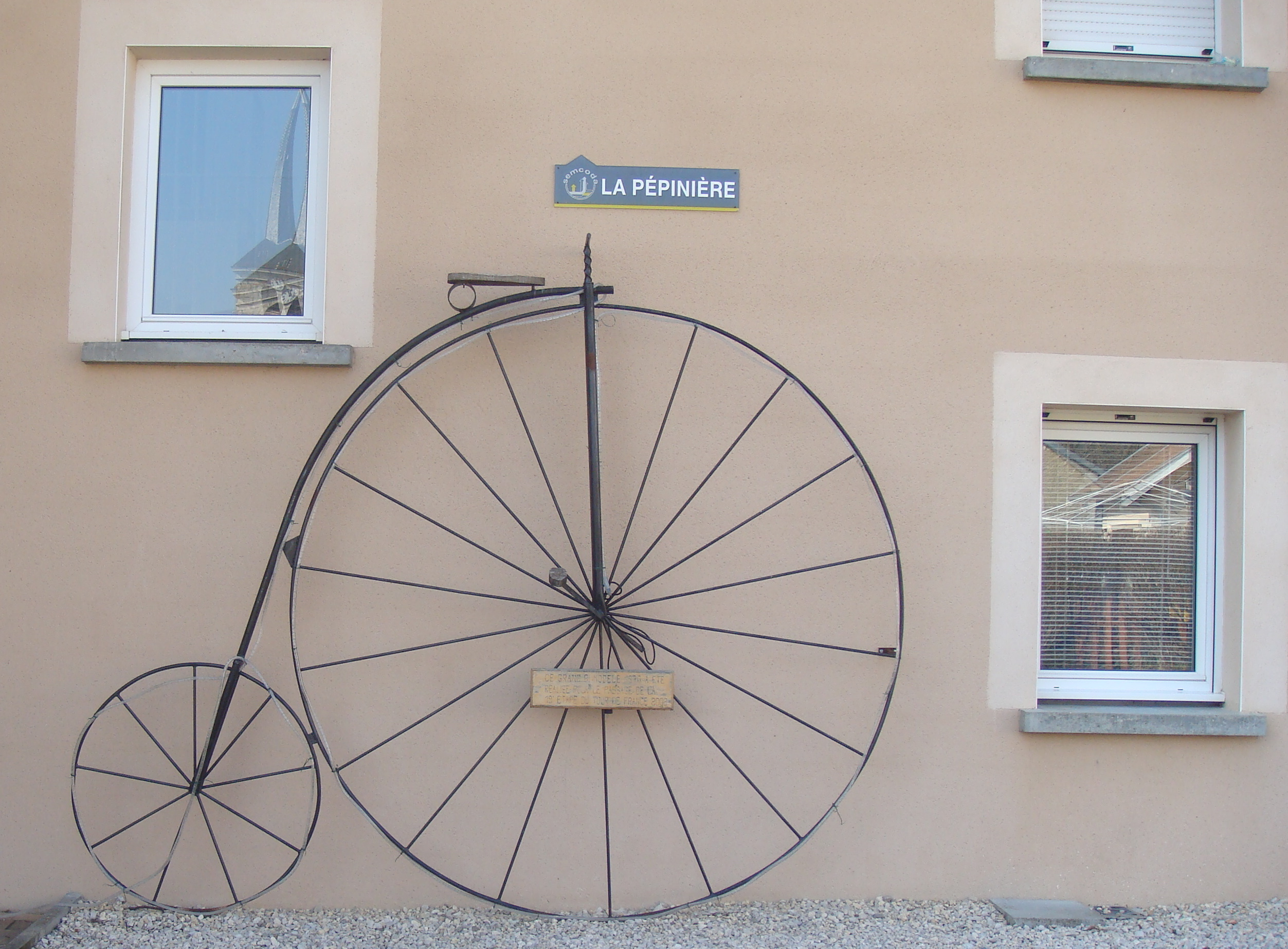
Grand-bi installé dans le village, lors du passage du Tour de France en 2002

En 2016, la 15e étape du Tour de France, entre Bourg-en-Bresse et Culoz, passera à Hotonnes au kilomètre 86,5 de l'étape.

### Médias
Le journal Le Progrès propose une édition quotidienne consacrée à la région du Bugey. Citons également Voix de l'Ain, un hebdomadaire qui propose des informations locales pour les différentes régions du département de l'Ain dont celle de Hotonnes. Enfin, la municipalité édite un journal d'informations, nommé Le petit Tiak.
La chaîne France 3 Rhône Alpes Auvergne est disponible dans la région.

### Cultes
Le culte catholique est pratiqué, les célébrations ont lieu dans l'église Saint-Romain, située 9, rue Croix. Hotonnes est dans le groupement paroissial Champagne qui dépend du diocèse de Belley-Ars dans l'archidiocèse de Lyon.

## Économie
En 2009, par arrêté du Premier Ministre, la commune d'Hotonnes a été classée commune en zone de revitalisation rurale.

### Revenus de la population et fiscalité
En 2008, selon l'enquête de l'Insee, les revenus moyens nets par foyer étaient en 2008 de l'ordre de 19 582 euros par an.
47,9 % des foyers fiscaux de la commune étaient alors imposables.
En 2008 toujours, le revenu fiscal médian par ménage était de 17 848 €, ce qui plaçait Hotonnes au 13 302e rang parmi les 31 604 communes de plus de 50 ménages en métropole.

### Emploi
En 2007, la population d'Hotonnes se répartissait ainsi : 76,1 % d'actifs, ce qui est nettement supérieur au 45,2 % d'actifs de la moyenne nationale, et 25,1 % de retraités, un chiffre supérieur au 18,2 % national.
En 2007 toujours, le taux de chômage était de 6,5 % contre 3,2 % en 1999.
Une agence Pôle emploi pour la recherche d'emploi est localisée à Belley à 26 km à « vol d'oiseau » d'Hotonnes.

### Entreprises et commerces
Au 1er janvier 2011, Hotonnes comptait 56 établissements : 6 étaient spécialisés dans une activité industrielle, 2 dans la construction, 29 dans le commerce 15 en agriculture et 4 étaient relatives au secteur administratif.
En 2010, six entreprises ont été créées sur le territoire dont cinq sous le régime auto-entrepreneur.

### Agriculture
Hotonnes est située dans la zone AOC de fabrication du fromage Comté.

## Culture locale et patrimoine

### Lieux et monuments
- Musée de la flore et de la faune du Haut-Bugey.
- Statue de la Vierge Marie.
- Église Saint-Romain du XVIe siècle.
- Une stèle située à Hotonnes (aux « Plans d'Hotonnes ») rend hommage aux maquis de l'Ain et en particulier à Richard Heslop, agent secret britannique du Special Operations Executive.
- Le Puits des Tines se trouve sur le territoire communal.

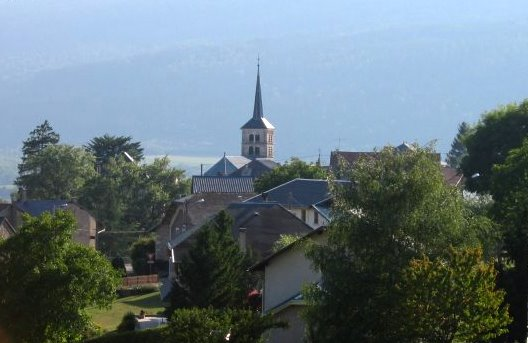
Vue du village et de l'église Saint-Romain
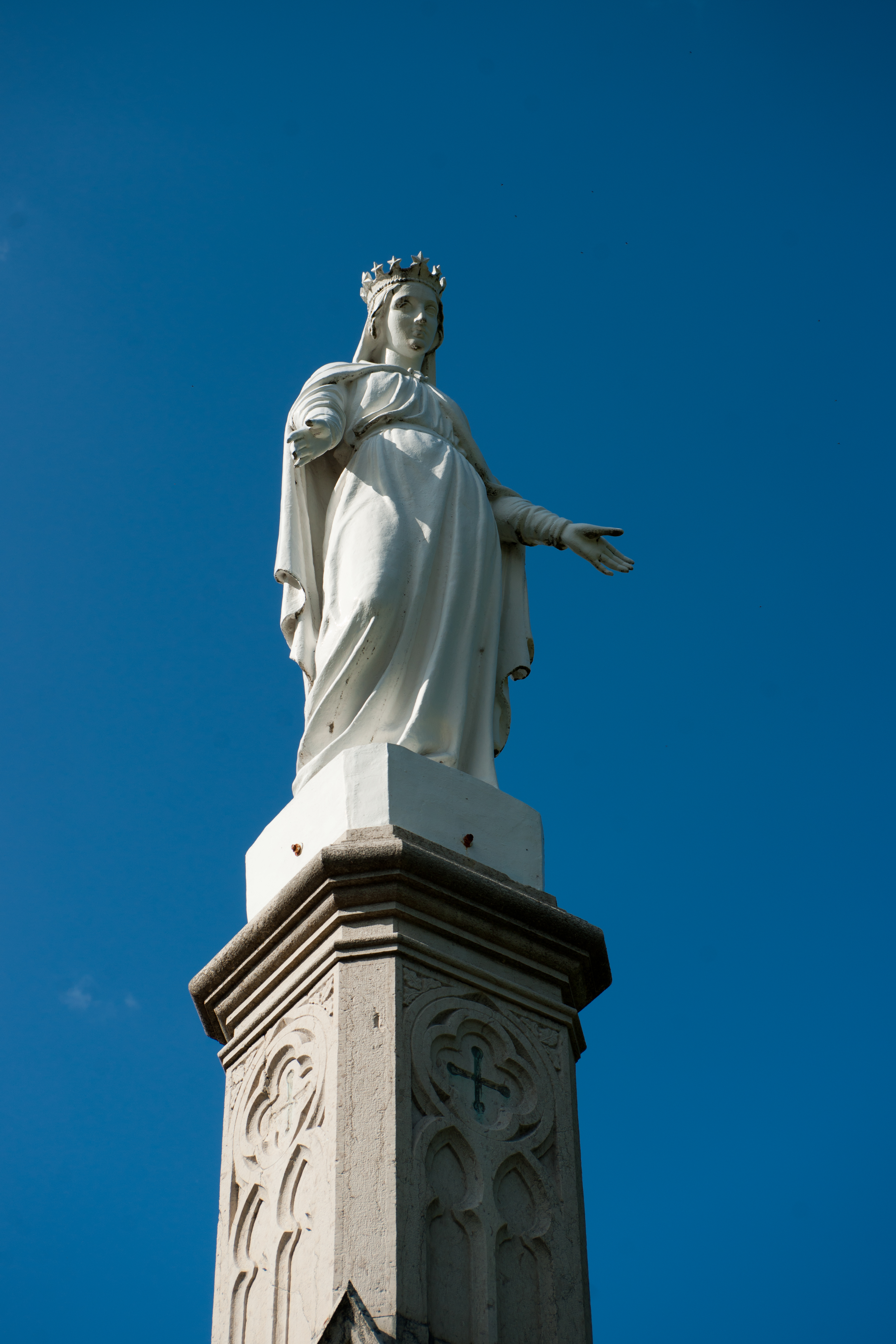
Statue de la Vierge Marie d'Hotonnes

#### Le loup à Hotonnes

##### Des récits du XVIIIe...
Dans les registres paroissiaux de la commune des années 1741 à 1742, sont signalées de sauvages attaques de loups qui auraient tué « beaucoup d'enfens dans la montagne » [sic] dans la seule paroisse d'Hotonnes et auraient « depuis le village des cule jusqu'au Grand Abergement (...) tué ou blessé plus de cinquante personnes... » [sic].
À noter que l'auteur Paul Sébillot retranscrit dans son ouvrage « Contes des provinces de France » (paru pour la première fois, en 1884) un conte du folklore local intitulé « Le renard de Bassieu et le loup d'Hotonnes ». Ce conte avait été recueilli par Aimé Vingtrinier.

##### ... aux conséquences contemporaines sur l'agriculture locale
Si le loup avait disparu du département de l'Ain depuis les années 1950, sa réapparition parait effective depuis les années 2000, notamment au travers des dégâts causés à l'élevage, en particulier à Hotonnes. En effet, entre le 28 juin 2003 et le 2 septembre 2003, environ 70 brebis d'un troupeau en pâturage sur le territoire de la commune, sont égorgées par des loups,. Depuis 2004, des mesures de protection des troupeaux ont été mises en place comme par exemple l'utilisation de « parcs de regroupement mobile électrifié » et de « chiens de protection ».

### Espaces verts et fleurissement
En 2014, la commune d'Hotonnes bénéficie du label « ville fleurie » avec « 1 fleur » attribuée par le Conseil national des villes et villages fleuris de France au concours des villes et villages fleuris.

### Personnalités liées à la commune

#### Personnalités historiques
- Aimé Favre (1722 - 1810) : ecclésiastique, curé d'Hotonnes en 1751 et député du clergé aux États généraux en représentation du bailliage du Bugey et du Valromey ;
- Jean-Pierre De Lassus (1914 - 2010) : résistant des maquis de l'Ain et du Haut-Jura ; le camp de maquisards qu'il dirigea était à Hotonnes ;

#### Personnalités sportives
- Delphyne Burlet (1966 - ) : ancienne biathlète française, elle a grandi et habite à Hotonnes, où elle a été membre du Conseil municipal de 2008 à 2014 ;
- Corinne Niogret (1972 - ) et Sandrine Bailly (1979 - ) : toutes deux anciennes biathlètes françaises s'entraînaient régulièrement à Hotonnes.